# 6026 Xenophanes
A 6026 Xenophanes (ideiglenes jelöléssel 1993 BA8) a Naprendszer kisbolygóövében található aszteroida. Eric Walter Elst fedezte fel 1993. január 23-án.